# Hymenodiscus coronatus
Hymenodiscus coronatus is een zeester uit de familie Brisingidae.
De wetenschappelijke naam van de soort werd, als Brisinga coronata, in 1872 gepubliceerd door Georg Ossian Sars.